# Atylus ekmani
Atylus ekmani är en kräftdjursart som beskrevs av Gurjanova 1938. Atylus ekmani ingår i släktet Atylus och familjen Dexaminidae. Inga underarter finns listade i Catalogue of Life.